# Да будет жизнь!
«Да будет жизнь!» (лит. Ave, vita) — советский чёрно-белый художественный фильм 1969 года, снятый режиссёром Альмантасом Грикявичюсом на Литовской киностудии.
Премьера фильма состоялась 19 апреля 1971 года. Фильм посмотрели 4,3 млн зрителей.

## Сюжет
Цезарис возвращается из командировки в Литву и узнаёт о смерти друга, с которым он был заключенным в фашистском концлагере. Его дочь Вероника готовит телепередачу о бывших узниках, но операторы снимают похороны. Несмотря на тяжёлое прошлое, жизнь продолжается, и новому поколению важно помнить и уважать борьбу отцов за свою жизнь.

## В ролях
- Бронюс Бабкаускас (дублировал Игорь Ефимов) — Стяпонас
- Витаутас Паукште (дублировал Бруно Фрейндлих) — Цезарис
- Эугения Байорите (дублировала Александра Завьялова) — Вероника
- Моника Миронайте (дублировала Валентина Пугачёва) — вдова Стяпонаса
- Антанас Шурна (дублировал Геннадий Нилов) — Эйнас
- Артём Иноземцев (дублировал Павел Кашлаков) — Осип
- Юозас Будрайтис (дублировал Лев Жуков) — Альбинас
- Юрис Стренга — фельдфебель
- Стасис Радзявичюс — Мажилис
- Гедиминас Гирдвайнис — телеоператор
- Гинтас Жилис — телеоператор
- Гедиминас Карка — врач
- Альгирдас Сабалис — полицай
- Лаймуте Штримайтите (в титрах Л. Жилене) — медсестра

## Съёмочная группа
- Сценаристы: Витаутас Жалакявичюс, Григорий Канович
- Режиссёр: Альмантас Грикявичюс
- Оператор: Йонас Томашявичюс
- Художники: Йеронимас Чюплис, Филомена Вайтекунене, Винцас Кисараускас
- Звукорежиссёр: Довидас Ожеховас

Фильм дублирован на киностудии «Ленфильм»
- Режиссёр дубляжа: Михаил Короткевич
- Звукорежиссёр: Анна Волохова